# Heinrich Specketer
Heinrich Specketer (* 23. Februar 1873 in Schweringen; † 22. Februar 1933 in Frankfurt am Main) war ein deutscher Chemiker und Manager.

## Leben
Nach dem Besuch des Domgymnasiums Verden studierte Specketer ab 1894 an der Eberhard-Karls-Universität Chemie. 1884 wurde er im Corps Borussia Tübingen recipiert. Als Inaktiver wechselte er an die Georg-August-Universität Göttingen, an der er 1898 zum Dr. phil. promoviert wurde. 1899 wurde Specketer Chemiker bei der Chemischen Fabrik Griesheim-Elektron. Zu seinem Tätigkeitsgebiet gehörte die Entwicklung der Aluminiumherstellung in der Elektrochemie. Er entwickelte ein Verfahren zur Herstellung von Magnetitelektroden, mit Gustav Pistor und anderen in Bitterfeld die Aluminium-Schmelzelektrolyse und er entwickelte Methoden Aluminiumoxid aus Tonvorkommen zu gewinnen. Er verbesserte die Salpetersäureherstellung, richtete in Köln ein Werk zur Zinkherstellung ein und entwickelte ein Verfahren Chromerze aufzuschließen. Anschließend war er wissenschaftlicher Leiter aller vier Elektron-Werke. Am 1. Januar 1915 wurde er Mitglied des Vorstandes. Während des Ersten Weltkrieges verantwortete er den Bau neuer Produktionsanlagen in den verschiedenen Werken des Konzerns. Mit dem Anschluss von Griesheim-Elektron im Jahre 1925 wurde Specketer Vorstandsmitglied der I.G. Farbenindustrie AG.

## Auszeichnungen
- Im Ersten Weltkrieg wurde Heinrich Specketer mit dem Eisernen Kreuze II. Klasse am weiß-schwarzen Bande ausgezeichnet.
- Die Abteilung für Chemie der Technischen Hochschule Stuttgart verlieh ihm 1923 die Ehrendoktorwürde eines Dr.-Ing. e. h. „in Anerkennung seiner hervorragenden Verdienste als Erfinder und technischer Organisator auf dem Gebiete der angewandten Elektrochemie und Metallurgie“.[4]

## Schriften
- Production of chromium compounds and alkalies, 1901 (US-Patent 728778)
- Manufacture of alkali metals, 1902 (US-Patent 730979, zusammen mit Oskar H. Weber)
- Methods for producing electrodes, 1903 (US-Patent 800181)
- Manufacture of alkali metals, 1910 (US-Patent 1034320, zusammen mit Wilhelm Hofmann)
- Production of anhydrous hydrosulfites from aqueous hydrosulfite solutions, 1913 (US-Patent 1156107, zusammen mit Gustav Münch)
- Methods of producing nitrogen compounds, 1922 (US-Patent 1409124)
- Production of pure alumina, 1922 (US-Patent 1519880, zusammen mit Gustav Münch und Fritz Rossteutscher)
- Producing aluminum fluoride-alkali metal fluoride double compounds practically free of iron, 1923 (US-Patent 1548639, zusammen mit Julius Söll und Robert Bilfinger)
- Process for producing artificial cryolite free from iron, from aluminum-salt solutions containing iron, 1925 (US-Patent 1563536)
- Process for the manufacture of pure alumina, 1927 (US-Patent 1931515, zusammen mit Fritz Rossteutscher und Konrad Rosenberger)
- Apparatus for charging, discharging and turning of the material in rotar-hearth furnaces, 1931 (US-Patent 1993688, zusammen mit Ludwig Hebeler)